# Bisbat de Wallis i Futuna
El bisbat de Wallis i Futuna (francès:  Diocèse de Wallis-et-Futuna , llatí: Dioecesis Uveana et Futunensis) és una seu de l'Església Catòlica a França, sufragània de l'arquebisbat de Nouméa. Al 2014 tenia 11.697 batejats sobre una població de 12.197 habitants. Actualment està regida pel bisbe Ghislain Marie Raoul Suzanne de Rasilly, S.M.

## Territori
La diòcesi comprèn les illes de Wallis i Futuna, a les dependències d'ultramar franceses.
La seu episcopal és la ciutat de Mata-Utu, on es troba la catedral de Nostra Senyora Assumpta
El territori s'estén sobre 256 km², i està dividit en 5 parròquies.

## Història
El vicariat apostòlic de les Illes Wallis i Futuna ser constituït l'11 de novembre de 1935 amb la butlla Quidquid fidei del Papa Pius XI, amb territori desmembrats del vicariat apostòlic de l'Oceania central (avui diòcesi de Tonga).
El 21 de juny 1966 en virtut de la butlla Prophetarum voces de Pau VI el vicariat apostòlic va ser elevat a diòcesi i van prendre el nom de la diòcesi de Wallis i Futuna.
El 25 d'abril de 1974, el nom llatí de la diòcesi, originalment Dioecesis Uallisiensis et Futunensis, va prendre la seva forma actual.

## Cronologia episcopal
- Alexandre Poncet, S.M. † (11 de novembre de 1935 - 22 de desembre de 1961 jubilat)
- Michel-Maurice-Augustin-Marie Darmancier, S.M. † (22 de desembre de 1961 - 25 d'abril de 1974 renuncià)
- Laurent Fuahea † (25 d'abril de 1974 - 20 de juny de 2005 jubilat)
- Ghislain Marie Raoul Suzanne de Rasilly, S.M., des del 20 de juny de 2005

## Estadístiques
A finals del 2014, la diòcesi tenia 11.697 batejats sobre una població de 12.197 persones, equivalent al 95,9% del total.
| any  | població | població | població | sacerdots | sacerdots       | sacerdots       | sacerdots             | diaques | religiosos | religiosos | parròquies |
| ---- | -------- | -------- | -------- | --------- | --------------- | --------------- | --------------------- | ------- | ---------- | ---------- | ---------- |
| any  | batejats | total    | %        | total     | clergat secular | clergat regular | batejats por sacerdot | diaques | homes      | dones      |            |
| 1950 | 8.635    | 8.640    | 99,9     | 16        | 6               | 10              | 539                   |         | 3          | 53         | 5          |
| 1970 | 8.574    | 8.574    | 100,0    | 20        | 9               | 11              | 428                   |         | 15         | 53         | 5          |
| 1980 | 10.549   | 10.800   | 97,7     | 12        | 7               | 5               | 879                   |         | 13         | 50         | 5          |
| 1990 | 16.229   | 16.379   | 99,1     | 10        | 5               | 5               | 1.622                 |         | 11         | 38         | 5          |
| 1999 | 14.316   | 14.347   | 99,8     | 9         | 6               | 3               | 1.590                 |         | 7          | 33         | 5          |
| 2000 | 14.192   | 14.392   | 98,6     | 9         | 6               | 3               | 1.576                 |         | 17         | 44         | 5          |
| 2001 | 14.192   | 14.503   | 97,9     | 9         | 7               | 2               | 1.576                 |         | 15         | 34         | 5          |
| 2002 | 14.192   | 15.000   | 94,6     | 10        | 7               | 3               | 1.419                 |         | 16         | 40         | 5          |
| 2003 | 14.700   | 15.000   | 98,0     | 8         | 6               | 2               | 1.837                 |         | 15         | 30         | 5          |
| 2004 | 14.687   | 14.987   | 98,0     | 10        | 7               | 3               | 1.468                 |         | 9          | 33         | 5          |
| 2010 | 13.631   | 14.231   | 95,8     | 8         | 5               | 3               | 1.703                 |         | 10         | 35         | 5          |
| 2014 | 11.697   | 12.197   | 95,9     | 8         | 5               | 3               | 1.462                 |         | 11         | 35         | 5          |